# Trouble ticket
Un trouble ticket indica letteralmente una richiesta di assistenza, tracciata da un sistema informatico di gestione delle richieste di assistenza, che per metonimia viene indicato con lo stesso termine. In inglese questi sistemi vengono anche indicati con i termini: issue tracking system (ITS), trouble ticket system, support ticket, request management o incident ticket system.
Si tratta di un sistema informatico che gestisce e registra delle liste di richieste di assistenza o di problemi, organizzato secondo le necessità di chi offre il servizio. I sistemi di registrazione delle richieste vengono usati spesso dai centri di assistenza telefonica, per registrare, aggiornare e risolvere i problemi segnalati dai clienti o dagli stessi impiegati dell'azienda. Rientra nel novero degli strumenti utilizzati per interagire con il cliente nella fase di post-vendita. Al software potrebbe accedere il centralinista o anche direttamente il cliente.
Un sistema di trouble ticket spesso è collegato ad un database che contiene le informazioni sui clienti, sui prodotti e la soluzione ai problemi più comuni. Spesso questi sistemi assomigliano ai bugtracker, che per natura sono più legati ai difetti di un prodotto software, e possono sostituire o essere sostituiti da essi. Un ticket o biglietto, serve per tenere il filo di una richiesta. Ad ogni biglietto corrisponde un identificativo univoco, che ne consente l'archiviazione e la consultazione in qualunque momento, da parte del personale coinvolto nella sua chiusura.
I biglietti vengono "creati" o "aperti", all'atto della ricezione di una nuova richiesta, e l'obiettivo è di "chiuderli" o "risolverli", fornendo la soluzione al problema segnalato. L'origine del termine nasce dall'organizzazione dei centri di assistenza telefonica nei quali il centralinista compilava un bigliettino per il tecnico, che lo prendeva in carico e lo restituiva all'operatore telefonico.
I sistemi di trouble ticket possono essere pubblicati sia con licenza proprietaria, come ad esempio Jira, OTRS (originariamente con licenza libera), Trello e Wrike, sia con licenza libera, come ad esempio Bugzilla, Dolibarr, GLPI, Launchpad, Mantis Bug Tracker, OpenProject, Phabricator e Redmine.